# 哲学の道
座標: 北緯35度1分30.46秒 東経135度47分46.2秒 / 北緯35.0251278度 東経135.796167度

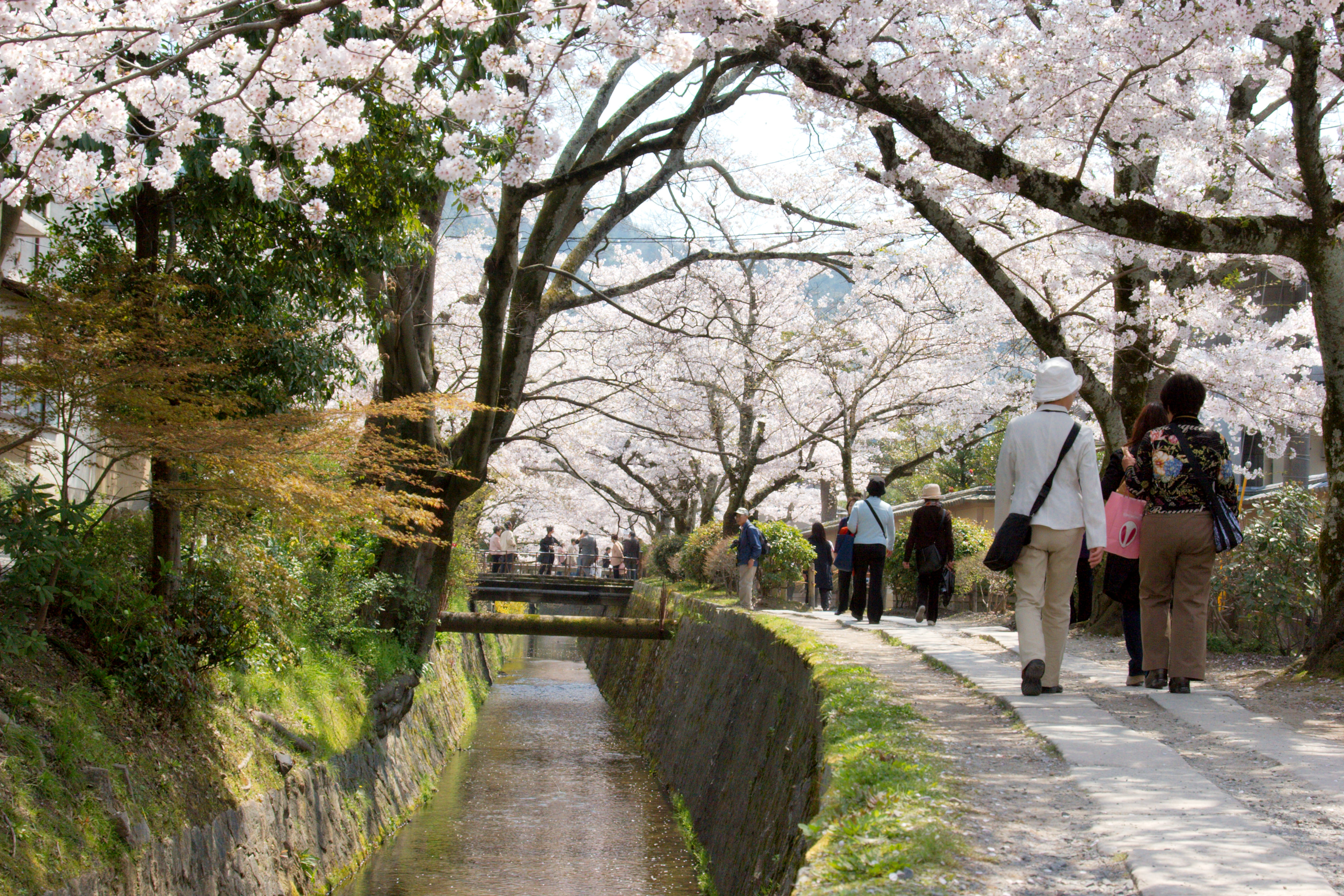
桜が満開の哲学の道

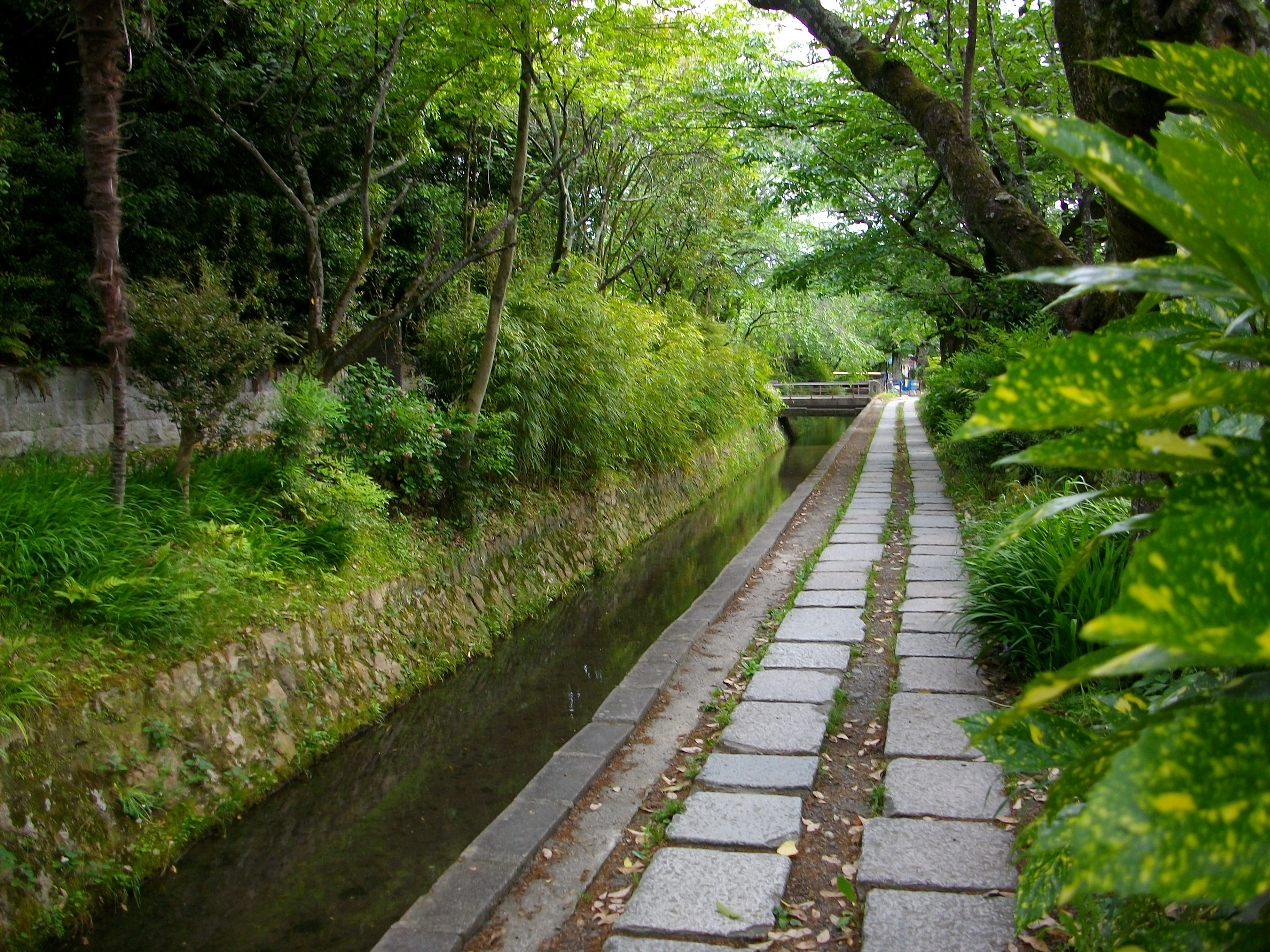
新緑の哲学の道

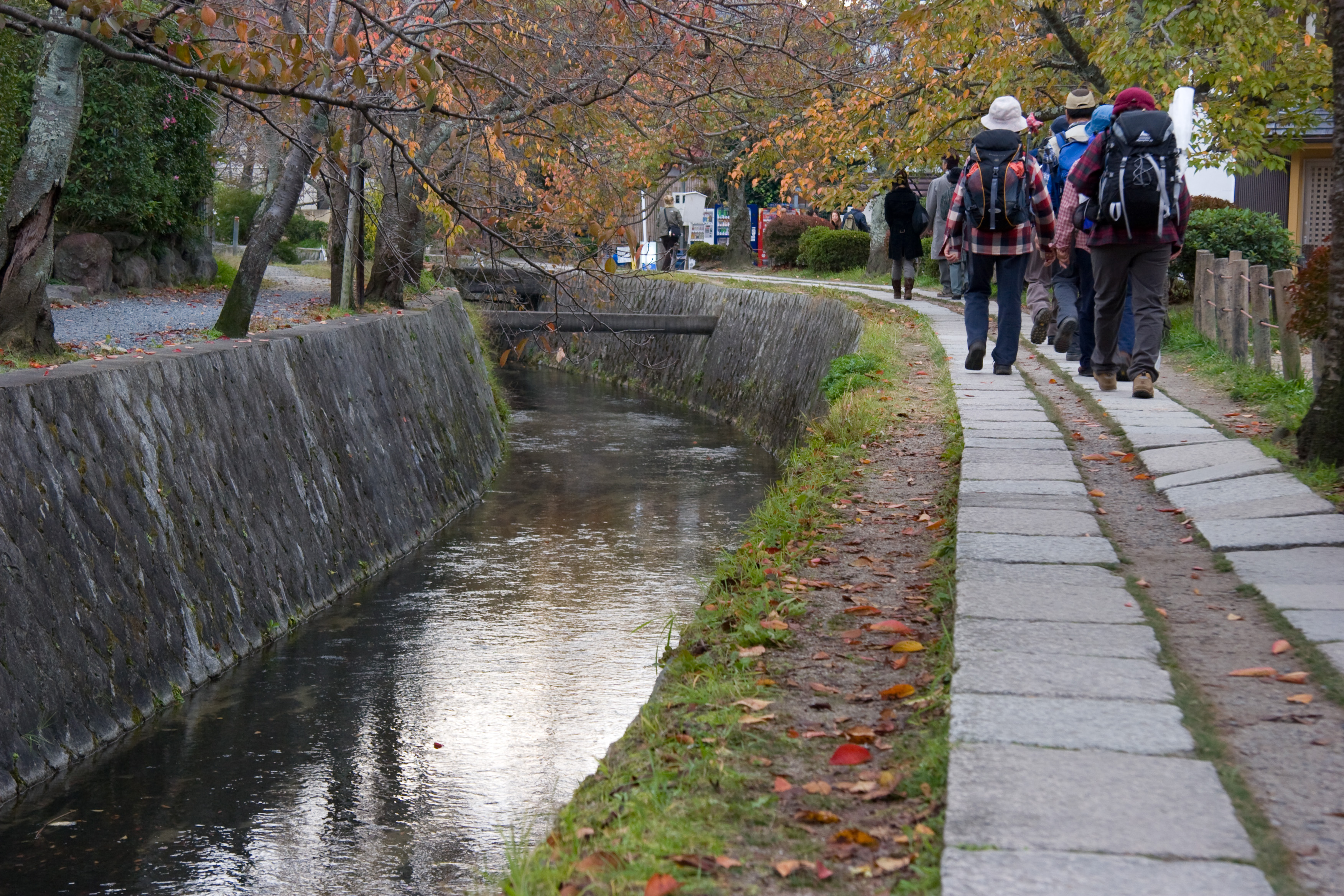
秋の哲学の道

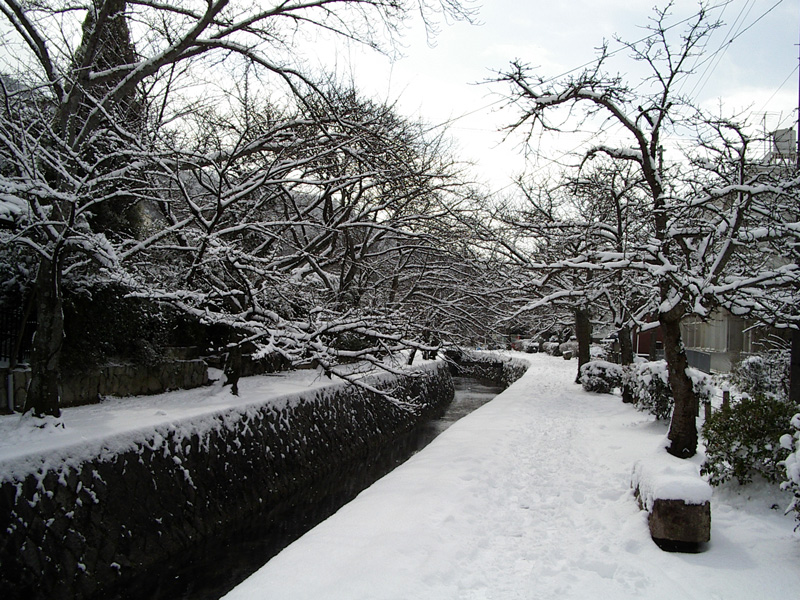
雪化粧した哲学の道

哲学の道（てつがくのみち）は、京都府京都市左京区で、琵琶湖疏水分線の西岸に沿って、若王子（にゃくおうじ）橋と銀閣寺橋を結ぶ約1.5キロメートル（㎞）の歩道。京都帝国大学で哲学を研究した西田幾多郎や田辺元が思索しながら散策したことから、こう呼ばれるようになった。春は約420本の桜が花を咲かせるなど観光地としても知られており、「日本の道100選」にも入っている。

## 路線詳細
永観堂付近にある熊野若王子神社前の冷泉通若王子橋を南端として始まり、東山西麓の琵琶湖疏水に沿って銀閣寺西の今出川通銀閣寺橋を北端として続く。幅員は広くないが、沿道に多くの樹木が植わる。沿道の横には、熊野若王子神社から大豊神社参道までは琵琶湖疏水分線が山裾に沿って流れ、疏水の山側は自然の森となっており、対岸側に桜並木がある。春は桜、初夏は木々の新緑、秋は紅葉と四季折々に景色が変化する自然の美しい区間で、京都で最も人気のある散歩道として訪れる人が多い。近年は廃業した喫茶店に住み着いた多くの猫が有名になりつつある区間でもある。それより北側は両側が住宅地となり、疏水の両岸に桜並木が植えられている。歩道も東側にもある場合があるが、よく整備されているのは西側だけである。

## 路線名
「哲学の道」は通称・愛称名であり、京都市の市道としての管理上の名称は以下のとおりであるが、一般に使用される道路名ではない。
- 京都市道東第三径1号線
- 京都市道東第四径3号線
- 京都市道鹿ケ谷疏水通

## 名の由来と歴史
哲学の道はもともと、1890年（明治23年）に琵琶湖疏水が完成した際に、管理用道路として設置された道である。当初、芝生が植えられている程度の道であったが、ここを歩いて通行する人々が増えていった。明治の頃、文人が多く住むようになり「文人の道」と称されていた。その後、京都大学の哲学者・西田幾多郎や田辺元らが好んで散策し、思案を巡らしたことから「哲学の小径」といわれたり、「散策の道」「思索の道」「疏水の小径」などと呼ばれた。1972年（昭和47年）、地元住民が保存運動を進めるに際し、相談した結果「哲学の道」と決まりその名前で親しまれるようになった。これにちなみ、1981年（昭和56年）に道の中ほどの法然院近くに、西田が詠んだ和歌「人は人 吾はわれ也 とにかくに 吾行く道を 吾は行くなり」の石碑が建てられた。
1972年（昭和47年）になって、砂利道の散策路として整備され、さらにその後、1978年（昭和53年）に廃止された京都市電の軌道敷石を転用して、歩行者が歩きやすいように敷石を並べたものとなって現在に至っている。若王子橋から銀閣寺橋までの約1.5km区間が、1987年（昭和62年）8月10日の道の日に、旧建設省と「道の日」実行委員会により制定された、「日本の道100選」の一つに選定されている。
京都市役所は1985年度（昭和60年度）と1996年度（平成8年度）にアスファルト舗装を進めたが、市民らによる批判を受けて、南側と中央部が砂利道として残った。京都市役所は、アスファルト部分の老朽化などを受けて、「哲学の道デザイン検討会議」を設けて2024年（令和6年）10月7日に初会合を開き諸案を諮っているが、アスファルト化に対しては「哲学の道保勝会」などは、景観・風致保全や猛暑対策の観点からを含めて反対している。

## 関雪桜
哲学の道の桜は、近くに居を構えた日本画家の橋本関雪とその妻よねが、1921年（大正10年）に京都市に300本の桜の苗木を寄贈したのに始まる。寄贈の経緯は画家として大成した関雪が、京都に対する報恩を考えた際に、よね夫人が桜を植えてはどうかと発案をしたことによる。当初の木はほぼ樹齢が尽きたと思われるが、佐野藤右衛門らの手により植え替えられ手入れされ現在に至っている。代替わりをした今でも桜並木の名称として「関雪桜（かんせつざくら）」と呼ばれている。

## 周囲の名所
付近に神社仏閣が多数点在していることから、これらを巡る散策路にも利用されている。南には、南禅寺や永観堂、若王寺橋の付近に熊野若王子神社があり、北には、光雲寺、大豊神社、霊鑑寺、安楽寺、法然院、銀閣寺がある。
- 白沙村荘・橋本関雪記念館
- 銀閣寺
- 法然院
- 安楽寺
- 霊鑑寺
- 大豊神社
- 泉屋博古館
- 光雲寺
- 熊野若王子神社
- 永観堂
- 南禅寺

## アクセス
- 北端：京都市営バス銀閣寺道バス停下車すぐ。
- 南端：京都市営バス宮ノ前町バス停下車徒歩5分。